# El Hormiguero
El Hormiguero (spanisch „Der Ameisenhaufen“), seit Herbst 2016 El Hormiguero 3.0, ist eine spanische Fernsehshow; die Themenschwerpunkte sind Wissenschaft, Kultur, Comedy und Politik. Die Unterhaltungssendung lief vom 24. September 2006 bis Juni 2011 auf dem Kanal Cuatro und wird seitdem auf Antena 3 ausgestrahlt. Moderiert und produziert wird die Sendung von Pablo Motos, der in den einzelnen Episoden Künstler, Prominente, Politiker und Stars als Talkgäste begrüßt. Ein Markenzeichen der Sendung sind seine beiden Ko-Moderatoren, zwei freche Ameisenhandpuppen namens „Trancas“ und „Barrancas“ (trancas y barrancas bedeutet auf Spanisch „Ach und Krach“). Ursprünglich wurde wöchentlich eine Sendung am Sonntag ausgestrahlt, die 120 Minuten dauerte; seit September 2007 laufen von Montag bis Donnerstag sowie am Samstagabend tägliche Kapitel von 55 Minuten Länge.
Die Sendung war noch 2017 die meistgesehene Unterhaltungssendung im spanischen Fernsehen. Während der COVID-19-Pandemie in Spanien fiel Pablo Motos für einige Zeit als Moderator aus und musste sich vertreten lassen; auch die Gäste konnten teilweise nur über Videoschaltungen mitwirken. Dennoch erreicht die Sendung weiterhin hohe Einschaltquoten mit Spitzen über 20 Prozent und wird von Millionen von Spaniern konsumiert. Die historische Sendung mit den meisten Zuschauern fand am 1. Januar 2017 mit Isabel Pantoja als Stargast statt (4,8 Mio. Zuschauer, Quote 23,8 %), gefolgt von Bertín Osborne am 1. November 2015 (4,1 Mio.; 20,4 %) und Santiago Abascal am 4. Oktober 2019 (4 Mio.; 23,5 %). Die Sendung mit José Luis Martínez-Almeida, dem Bürgermeister von Madrid, am 5. März 2021 liegt auf Platz 7 der historisch meistgesehenen Ausgaben und erreichte 3,9 Millionen Zuschauer (Quote 22 %). Alle Gäste kommen aus Spanien, ausländische Prominente treten in der Show nicht auf.
Die Sendung gewann 2008 den Rundfunkpreis Ondas der Cadena SER, erhielt 2009 eine Rose d’Or als weltweit bestes Unterhaltungsprogramm und war 2010 und 2011 für den International Emmy Award nominiert. Sie gewann zahlreiche weitere Preise, darunter 2012 eine weitere Rose d’Or für den Ableger El Plan B. Das Konzept wurde in verschiedene Länder exportiert, so unter dem portugiesischen Titel O formigueiro nach Portugal (ab Dezember 2009, präsentiert von dem Deutschportugiesen Marco Horácio, 2013 nach acht Ausgaben eingestellt) und Brasilien (2009–2010) und unter spanischem Titel nach Chile (2010 auf Canal 13, nach 13 Kapiteln eingestellt) und Mexiko (2014 als El Hormiguero MX mit den Ameisen „Pichas“ und „Cachas“, 2015 eingestellt); außerdem nach China, wo der „Ameisenhügel“ 2011 dauerhafter Bestandteil der erfolgreichen wöchentlichen Variety-Show Happy Camp wurde, die seit 1997 von Hunan TV ausgestrahlt wird.